# Mihály Kozma
Mihály Kozma, född den 1 september 1949 i Tápé, Ungern, är en ungersk före detta fotbollsspelare som ingick i det ungerska lag som tog OS-silver i fotbollsturneringen vid de olympiska sommarspelen 1972 i München.